# Loretokapelle (Rosenheim)

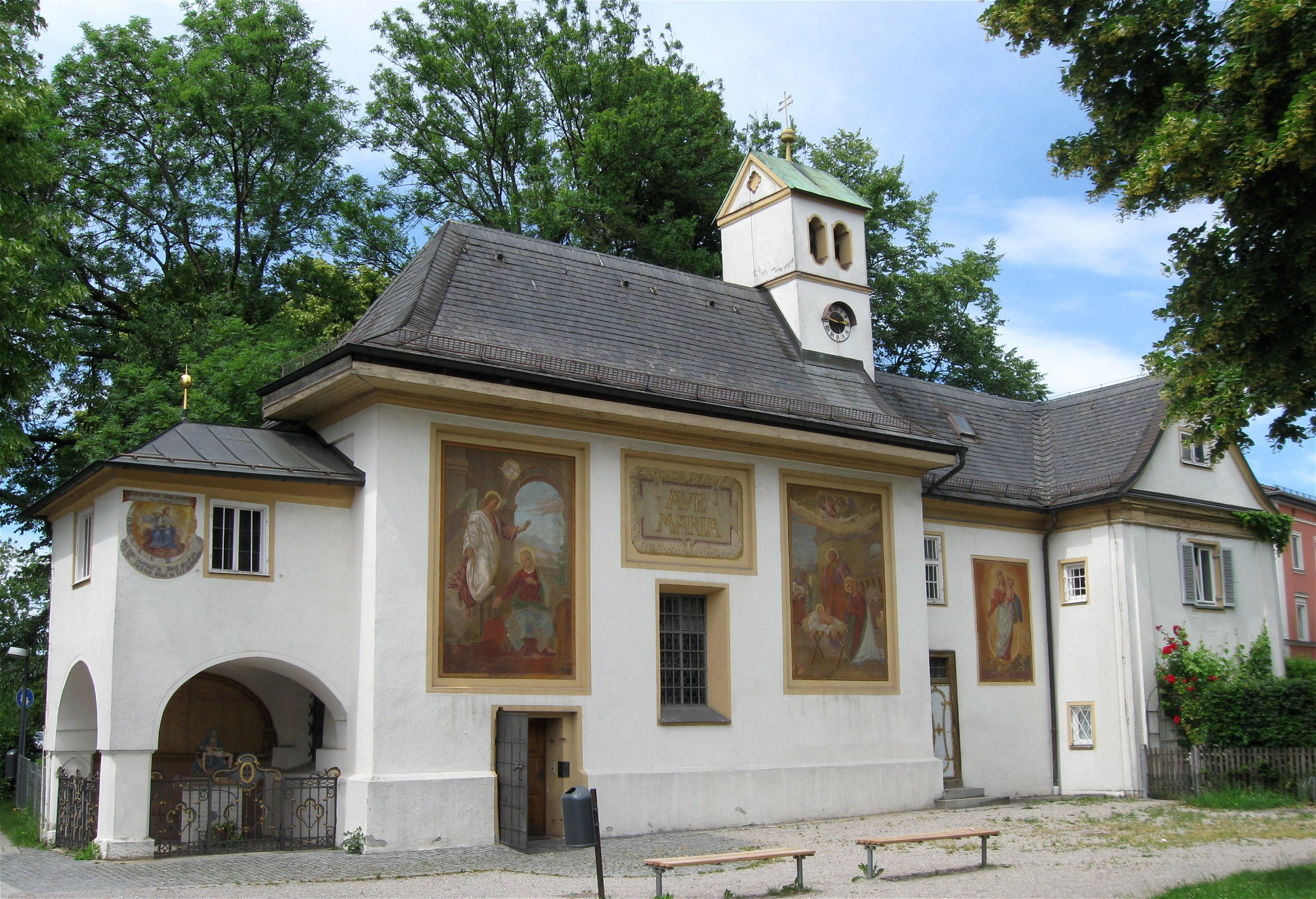
Loretokapelle in Rosenheim

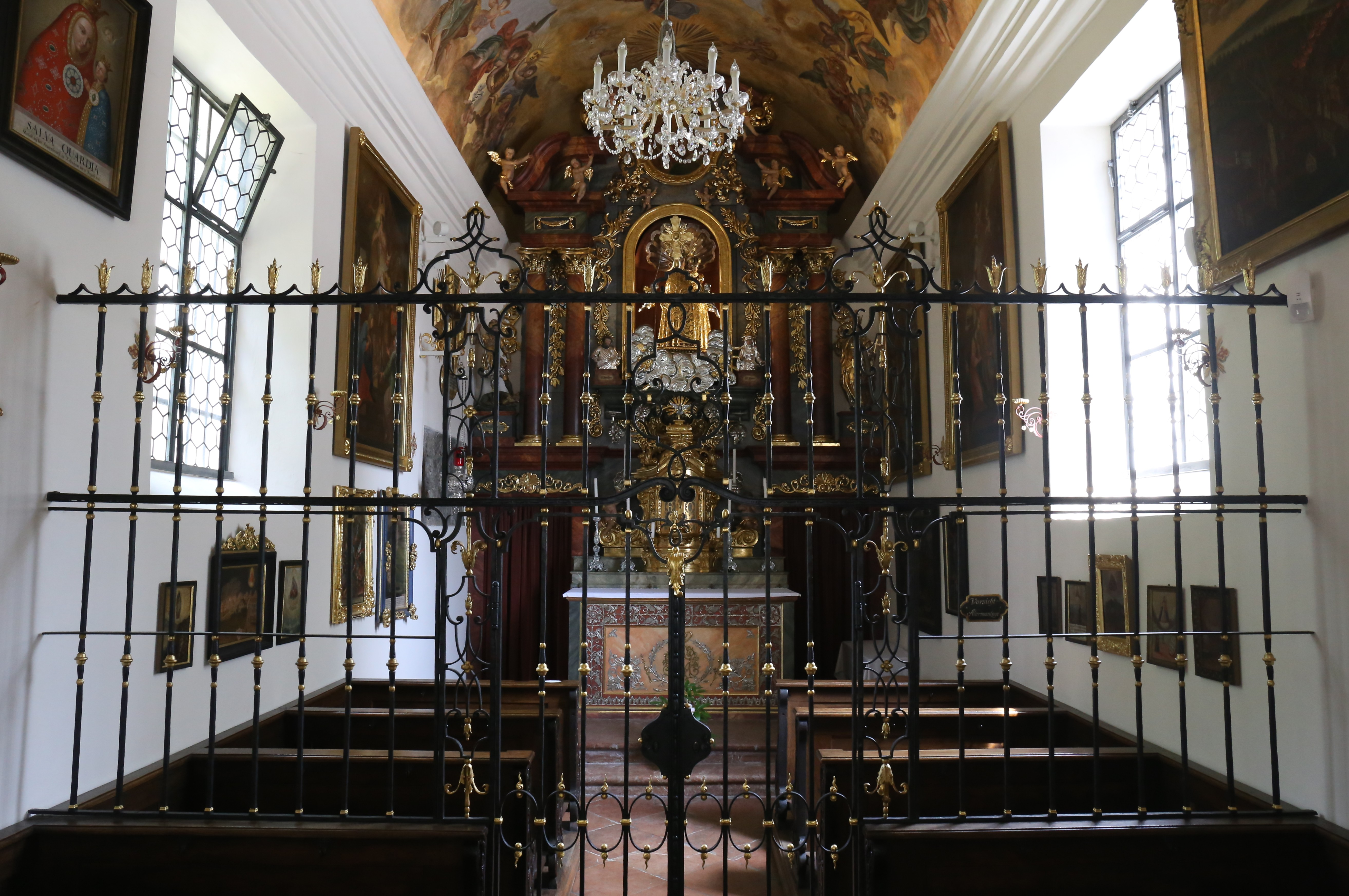
Innenraum

Die römisch-katholische Loretokapelle steht in der kreisfreien Stadt Rosenheim in Oberbayern. Sie ist in der Liste der Baudenkmäler in Rosenheim als Baudenkmal unter der Nr. D-1-63-000-11 eingetragen. Die Kapelle gehört zum Erzbistum München und Freising.

## Beschreibung
Die Votivkapelle wurde 1635/36 erbaut und im 18. und 19. Jahrhundert verändert. Sie besteht aus dem Langhaus, der nordöstlich gelegenen Sakristei mit einem Oratorium im Obergeschoss und einem Vorbau im Südwesten, in dessen offenem Bereich eine Kapelle mit einem Altar steht. Darüber befindet sich eine Sonnenuhr. Auf dem Satteldach des Langhauses erhebt sich ein quadratischer Dachreiter, der die Turmuhr und den Glockenstuhl enthält.